# أليس في بلاد العجائب (فلم 1915)
أليس في بلاد العجائب (بالإنجليزية: Alice in Wonderland) هو فيلم مغامرة خيالي أمريكي صامت إنتاج عام 1915 مقتبس عن رواية لويس كارول الكلاسيكية مغامرات أليس في بلاد العجائب عام 1865، من إخراج وكتابة دبليو دبليو يونغ وبطولة فيولا سافوي في دور أليس.

## أحداث الفيلم
تعيش أليس سعيدة حتى تطارد أرنبًا أبيض. تسبح في دموعها وتلتقي بفأر وطائر دودو وبومة لديها سباق قوقازي. تواجه أليس وجهاً لوجه مع رجال غرباء يُطلق عليهم تويدلدم و تويدليدي، تلتقي كاتربيلر، ثم تهرب وتقابل شيشاير كات. تعثر على ماد هاتر و مارش هير ، اللذان يعيشان في حفل شاي في الغابة . ثم تلتقي أليس بالأسد والوحيد القرن، ثم تلتقي بالدوقة والسلحفاة الوهمية. ثم واجهت هامبتي دمبتي، ثم تلتقي أليس بجرو وملكة القلوب. ثم يلعبون لعبة غريبة من الكروكيه ويحضرون محاكمة. أليس تسيء إلى الملكة التي تختنقها. تستيقظ أليس بعد ذلك على ضفة النهر ، حيث نمت أثناء جلوسها مع أختها الكبرى وتكتشف أن مغامراتها كانت حلمًا.

## الممثلون
- أليس - فيولا سافوي
- الأرنب الأبيض - هربرت رايس
- القبعة المجنونة - ويليام تيلدن
- الفأر الصغير - لويس ميركل
- دودو - هاري ماركس
- والدة أليس - لوتا سافوي[3]

## روابط خارجية
- أليس في بلاد العجائب متوفر للتحميل المجاني على أرشيف الإنترنت
- أليس في بلاد العجائب  في قاعدة بيانات الأفلام على الإنترنت (بالإنجليزية)